# Frank Hurley

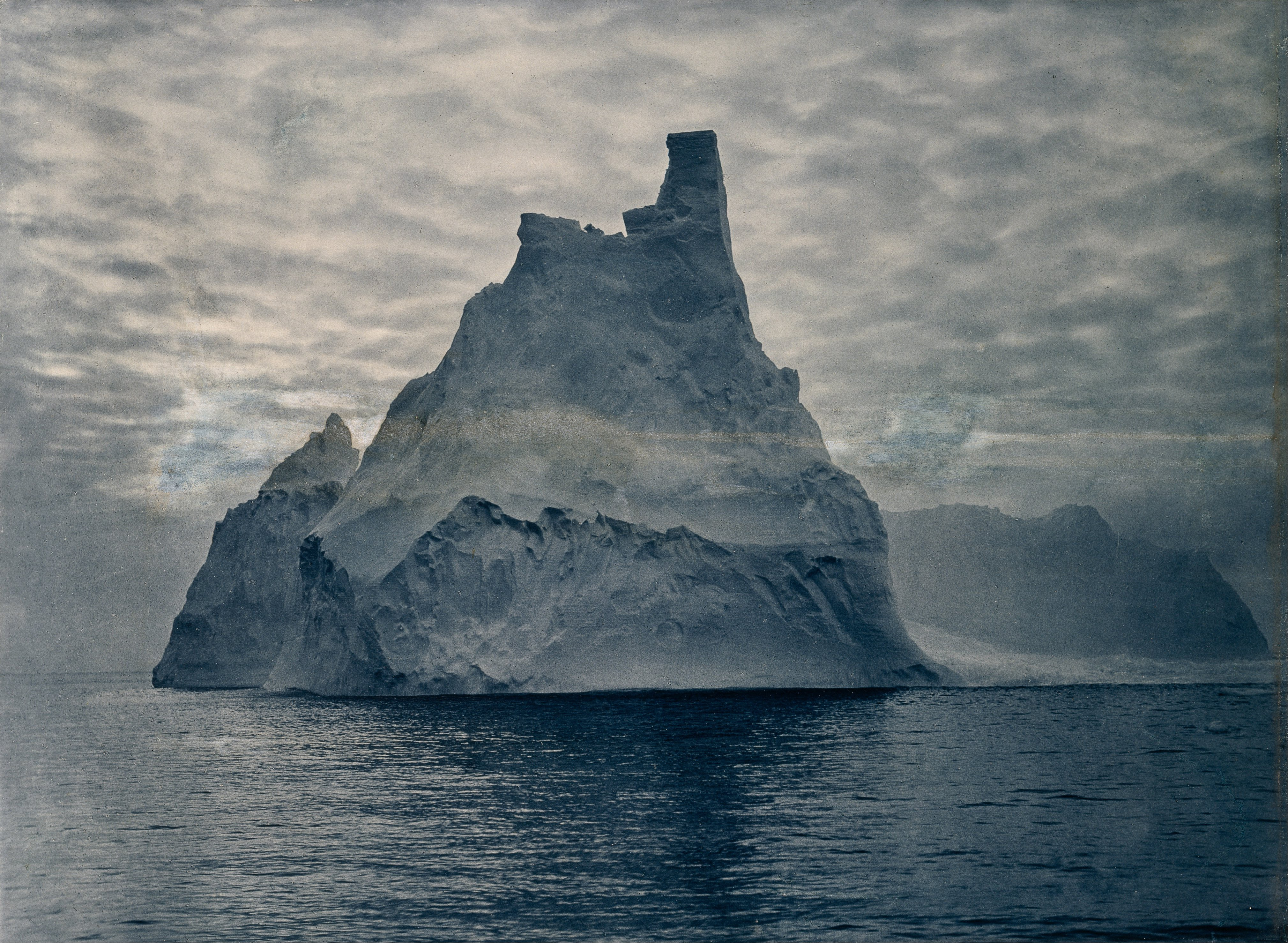
Frank Hurley: Zářící věž osvícená půlnočním sluncem během letního slunovratu, pořízeno během První australsko-asijské antarktické expedice, 1911–1914

James Francis „Frank“ Hurley, OBE (15. října 1885 – 16. ledna 1962) byl australský fotograf a dobrodruh. Podílel se na řadě expedic do Antarktidy a sloužil jako oficiální fotograf australských vojenských sil během obou světových válek. Jeho umělecký styl se zapsal do mnoha nezapomenutelných obrazů, v některých případech scény aranžoval a manipuloval, za což byl kritizován z důvodu, že se zmenšila dokumentární hodnota jeho díla.

## Život a dílo
Narodil se jako třetí z pěti dětí rodičům Edwardu a Margaretě Hurleyovým a vyrostl v australském předměstí Sydney Glebe, New South Wales. Z domova utekl ve třinácti letech a šel pracovat do ocelárny Lithgow, domů se vrátil o dva roky později, studoval na místní odborné škole a účastnil se přednášek na univerzitě v Sydney. Když mu bylo 17 let, koupil si svůj první fotoaparát Kodak Brownie za 15 šilinků, které splácel jeden šilink za týden.
Umění fotografie se učil sám, sám se také uchytil v podnikání s pohlednicemi. Během fotografování úžasných snímků nebezpečně riskoval, například při zachycení blížícího se vlaku.

## Expedice do Antarktidy

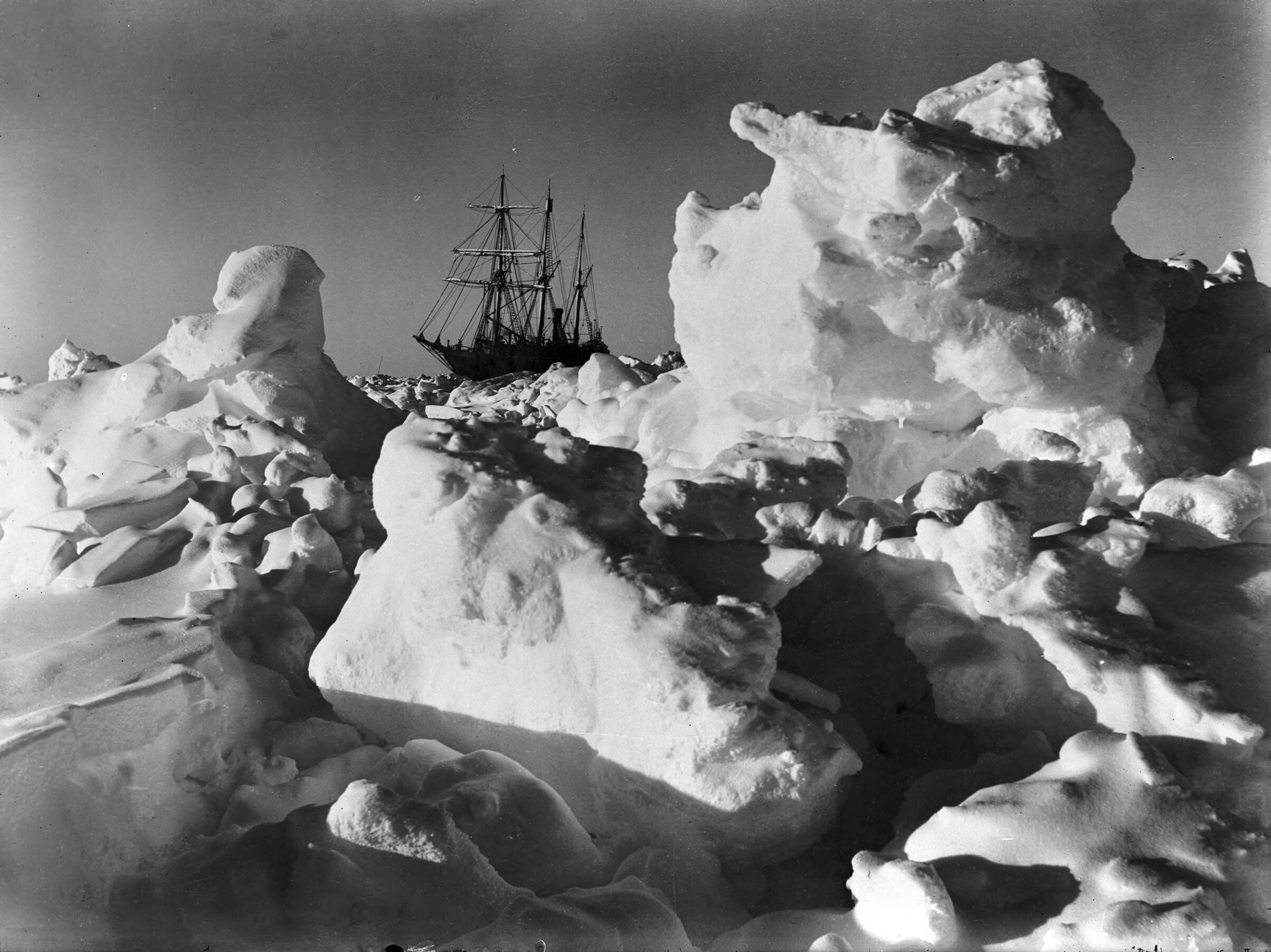
Frank Hurley: HMS Endurance uvězněna v ledových krách Antarktidy, 1915, sbírka National Library of Australia, Canberra

Ve svých 23. letech, v roce 1908, se Hurley dozvěděl o plánované expedici do Antarktidy australského cestovatele Douglase Mawsona. Jeho kolega Henri Mallard doporučil v roce 1911 Hurleyho na pozici oficiálního fotografa na Mawsonově australsko-asijské antarktické expedice (angl. Australasian Antarctic Expedition) místo sebe! Expedice trvala od roku 1911 až do roku 1914.
Hurley byl také oficiálním fotografem na expedici Imperial Trans-Antarctic Expedition Ernesta Shackletona, která se uskutečnila v roce 1914 a trvala až do srpna 1916. Na ní Hurley pořídil celou řadu průkopnických barevných fotografií s využitím procesu paget. Později zkompiloval své záznamy v dokumentárním filmu Jih (angl. South) v roce 1919. Jeho záznam byl také použit v roce 2001 ve filmu Shackleton's Antarctic Adventure.

## Válečná fotografie
V roce 1917 se Hurley připojil k Australské Imperial Force (AIF) jako čestný kapitán a zachytil mnoho scén bojiště během bitvu u Passchendaele. V souladu s jeho dobrodružným duchem podstupoval při práci značná rizika. Jeho spolupráce s AIF skončila v březnu 1918. Hurley také sloužil jako válečný fotograf během druhé světové války.

## Sbírky
Hurleyho fotografie z Antarktidy jsou v majetku řady institucí. Jsou obsaženy ve sbírkách jako například: Australian War Memorial, Canberra, Národní australská knihovna, Canberra, Scott Polar Research Institute, Cambridge, Royal Geographical Society, Londýn a South Australian Museum, Adelaide.
Národní australská knihovna
- Frank Hurley Negative Collection, 1910–1962

Sbírka obsahuje 10 999 skleněných negativů, plastové negativy, barevné diapozitivy a stereofotografie, které byly plně katalogizovány a digitalizovány. Jsou v ní fotografie cest Hurleyho do Antarktidy, pak díla kdy pracoval jako oficiální fotograf během první světové války 1914–1918, později cestoval na Blízký východ a Egypt, jako oficiální fotograf během druhé světové války 1939–1945, Papua Nová Guinea, australské scenérie, průmysl a společenský život a zvyky.
Související fotografické tisky lze nalézt ve sbírce Hurley Collection of Photographic Prints.
- Hurley collection of photographic prints, 1910–1962

Sbírka obsahuje 1000 fotografických tisků, 44 z nich bylo katalogizováno a digitalizováno.
- B.A.N.Z. Antarctic Research Expedition 1929-31, photographs, 1929–1931

Toto fotografické album obsahuje 60 Hurleyho bromostříbrných fotografií, z nichž všechny byly katalogizovány a digitalizovány.
- Photograph album of Papua and the Torres Strait, sbírka obsahuje 259 fotografických tisků, z nichž všechny byly katalogizovány a digitalizovány.

## Galerie

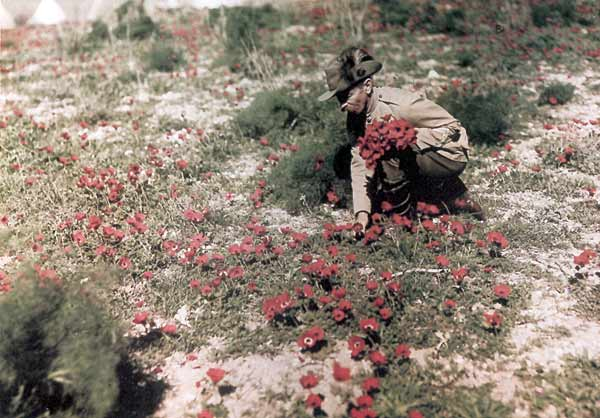
Voják lehké australské brigády sbírá sasanky
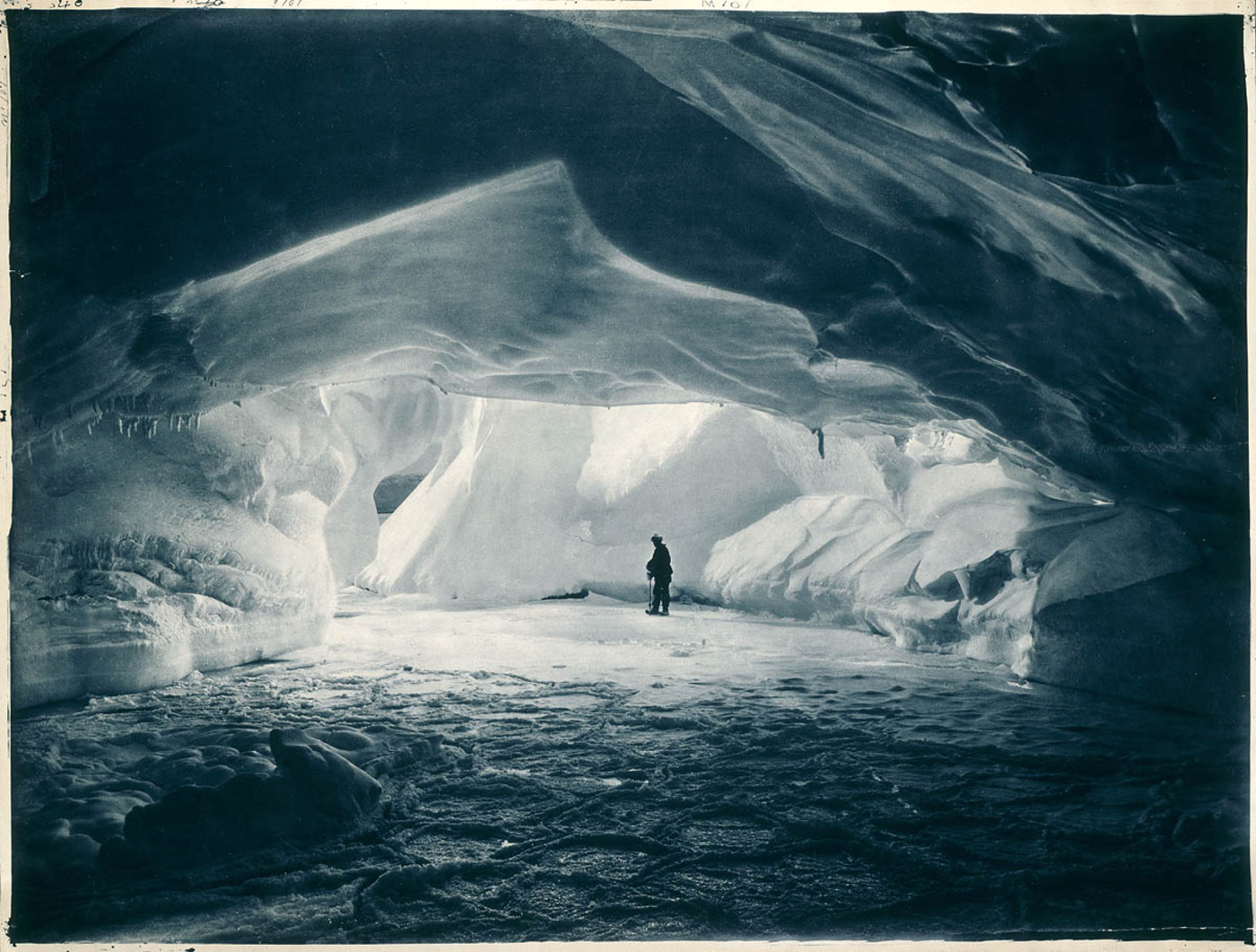
Jeskyně, První australsko-asijská antarktická expedice, 1911-1914
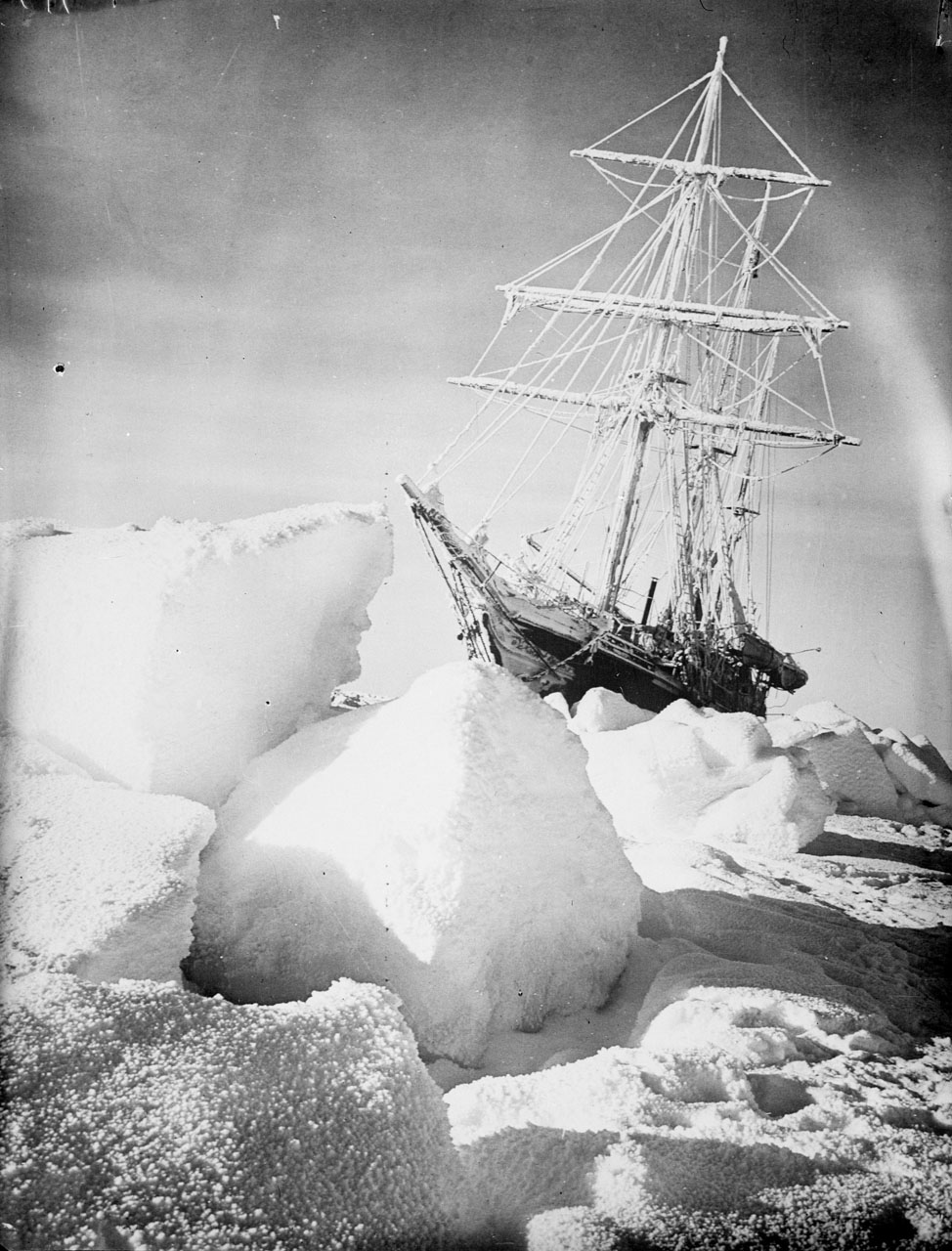
Endurance v ledu, 1915
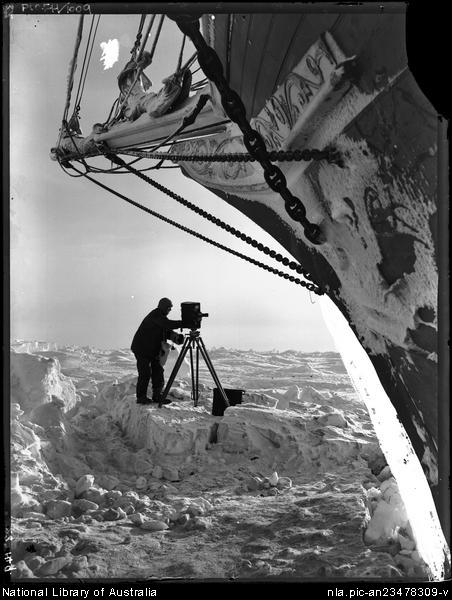
Hurley pořizuje filmové záběry
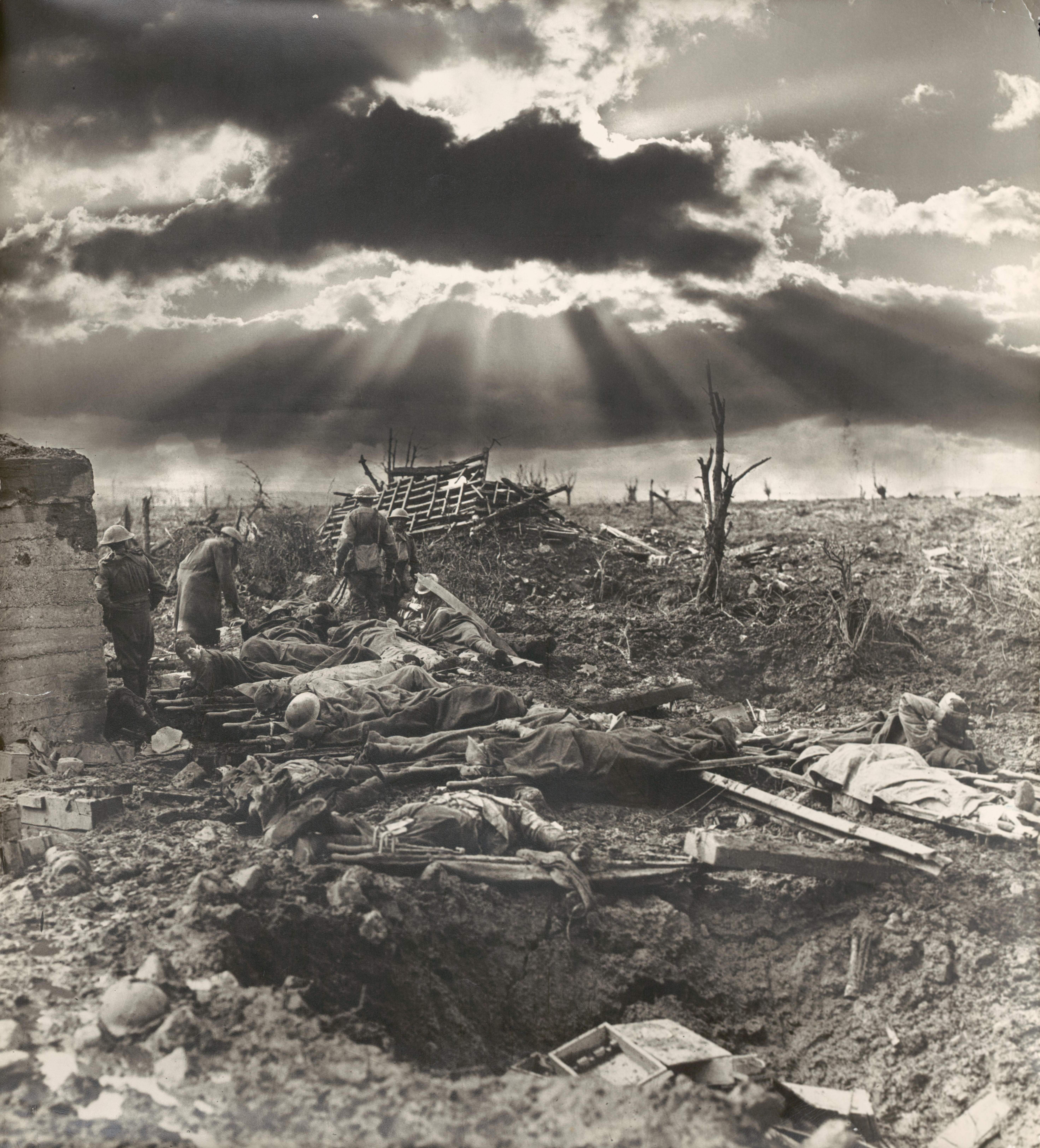
Ráno, Passchendaele
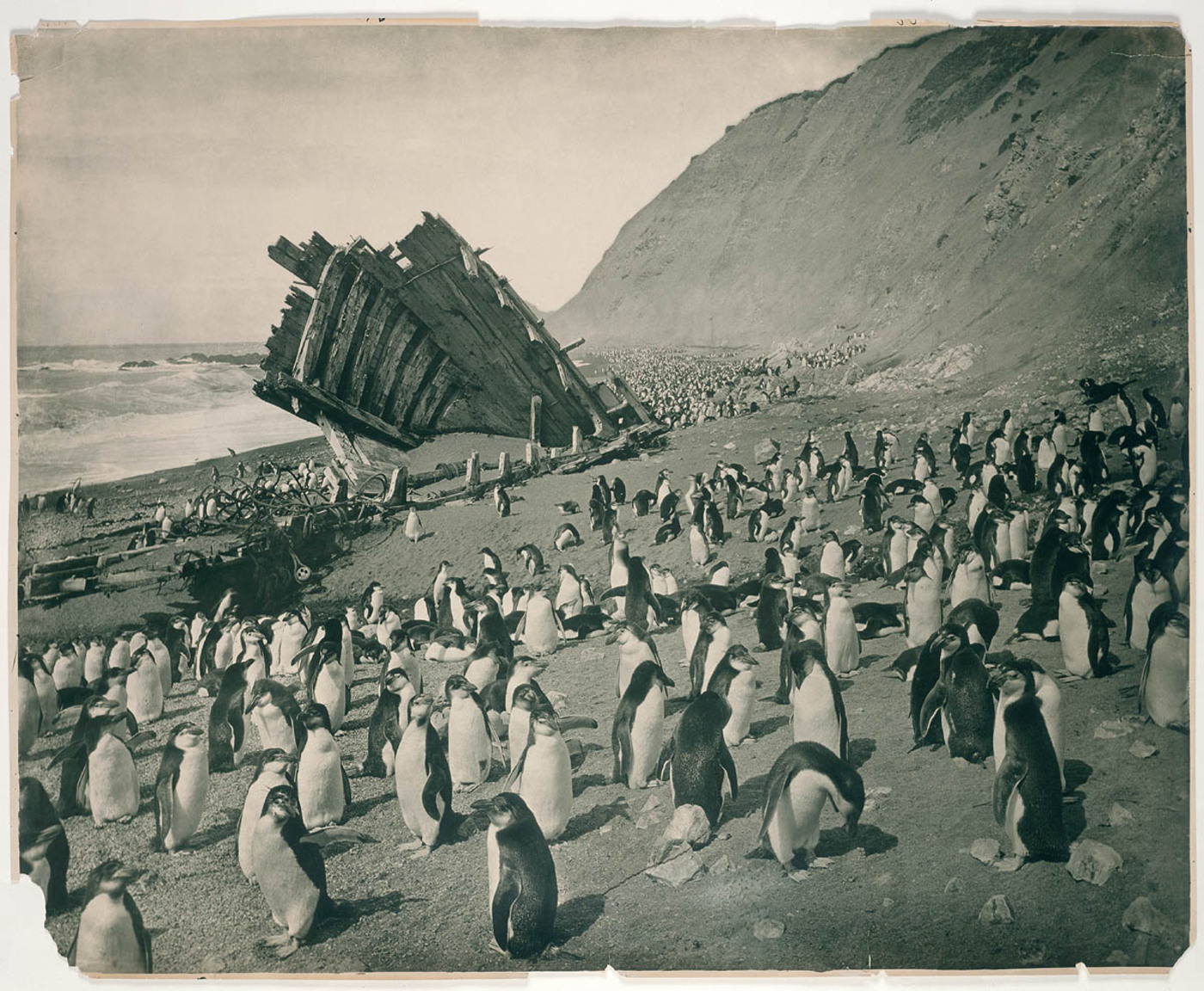
Vrak lodi Gratitude, Macquarie Island, 1911
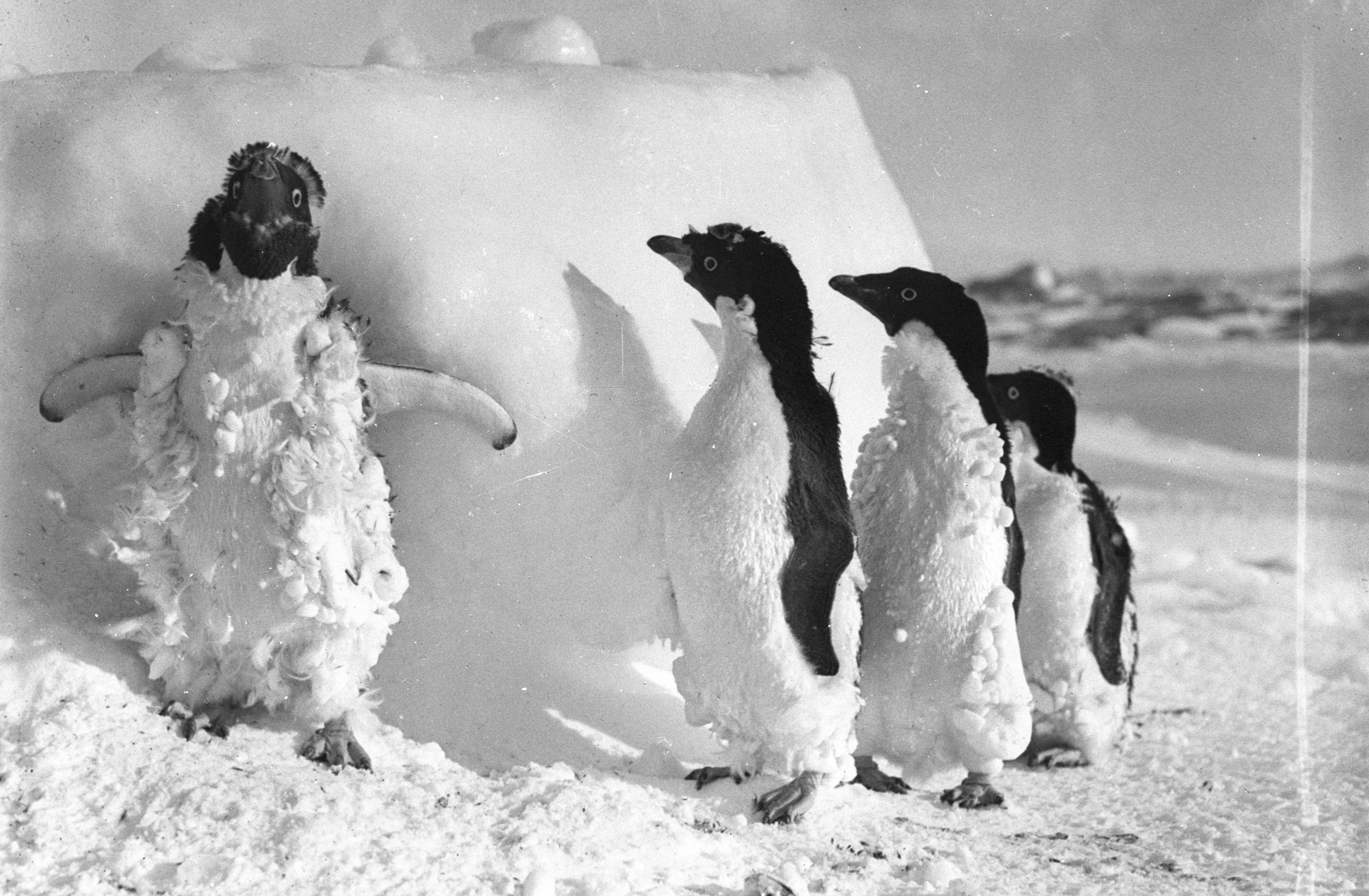
Samička tučňáka líná, případně ztrácí juvenilní peří
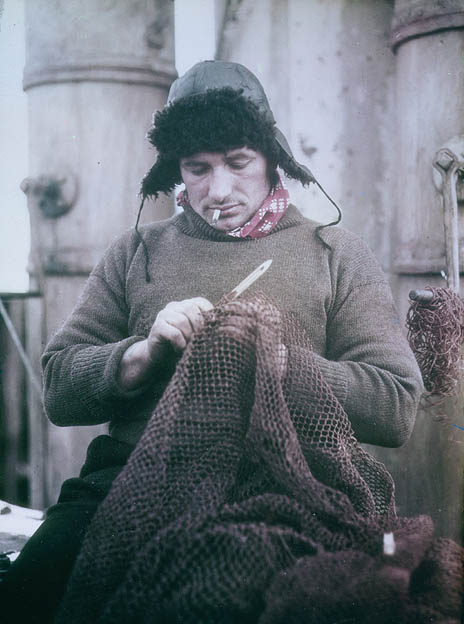
John Vincent (Bosun), 1915
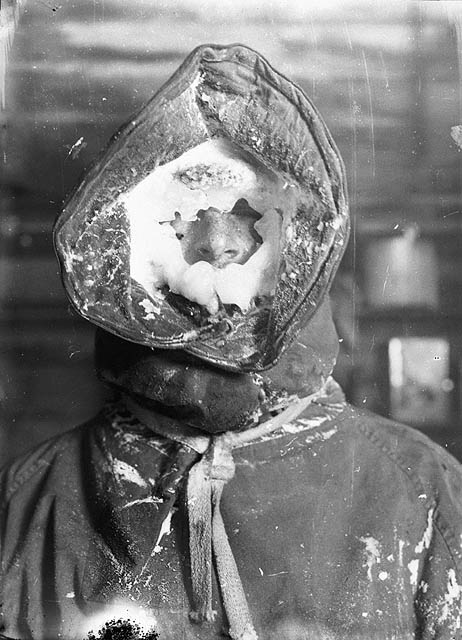
Ledová maska, C. T. Madigan
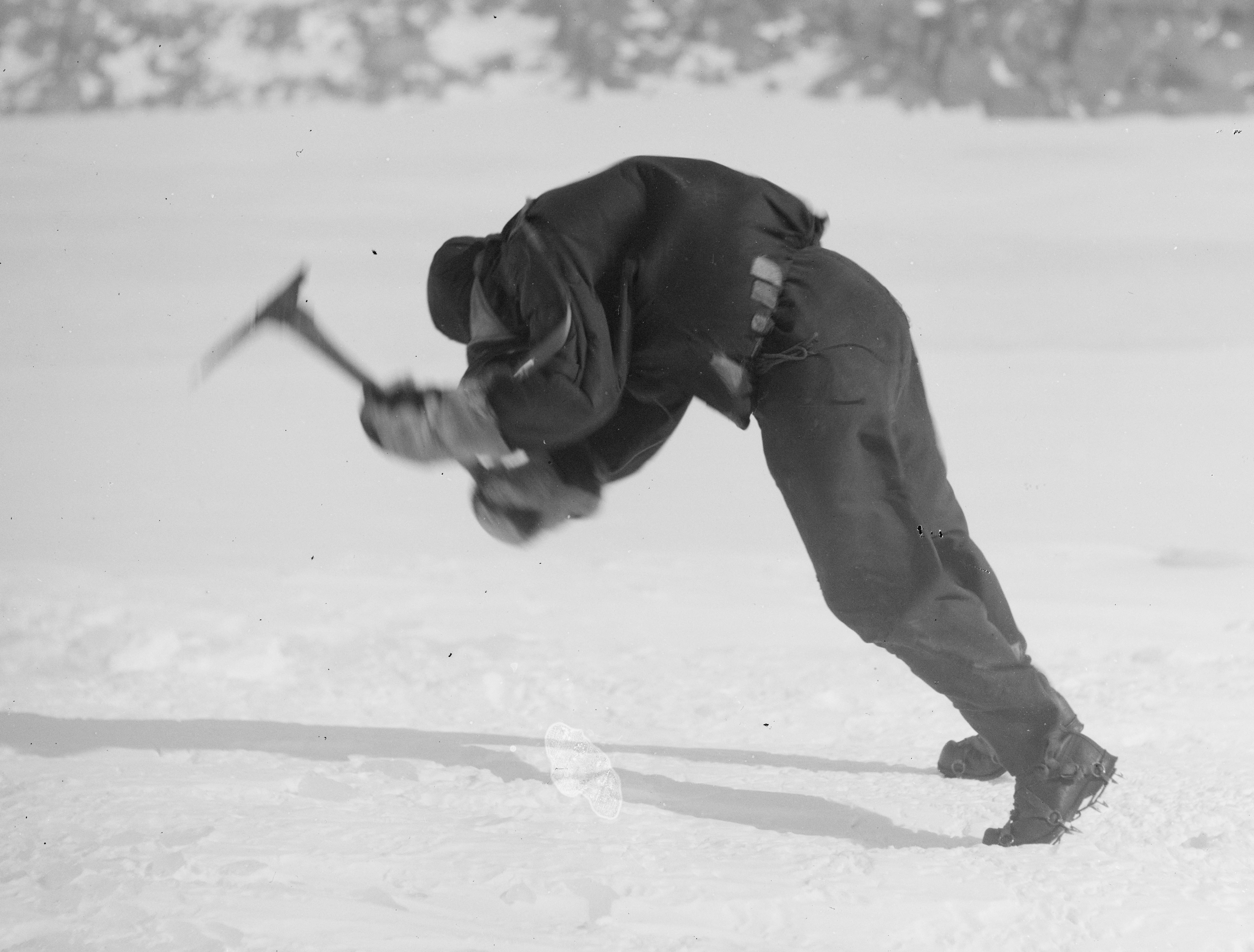
Antarktický vítr

## Publikace
- HURLEY, Frank. Australia, in natural colour [online]. s.l: John Sands, 19--?. Dostupné online.
- HURLEY, Frank. Manly: South Pacific playground in natural colour [online]. Sydney: John Sands, 19--?). Dostupné online.
- HURLEY, Frank. South Australia: in natural colour [online]. Adelaide: John Sands, 19--?. Dostupné online.
- HURLEY, Frank. Exhibition of unique photographic pictures taken during the Australasian Antarctic Expedition: also other photographic studies [online]. London: The Fine Art Society, 1915. Dostupné online.
- HURLEY, Frank. Catalogue of an exhibition of war photographs by Capt. F. Hurley, late official photographer with the A.I.F., held at the Kodak Salon, Sydney [online]. Sydney?: s.n., 192-?. Dostupné online.
- HURLEY, Frank. Gems of Jenolan [online]. Sydney: New South Wales Government Tourist Bureau, 192-?. Dostupné online.
- HURLEY, Frank. Pearls and savages: adventures in the air, on land and sea in New Guinea [online]. New York: Putnam's Sons, 1924. Dostupné online.
- HURLEY, Frank. Argonauts of the south, by Captain Frank Hurley ... being a narrative of voyagings and polar seas and adventures in the Antarctic with Sir Douglas Mawson and Sir Ernest Shackleton; with 75 illustrations and maps [online]. New York; London: G.P. Putnam's sons, 1925. Dostupné online.